# Hasta (nakszatra)
Hasta (dewanagari हस्त, trl. Hasta, ang. Hasta) – w astrologii wedyjskiej – nakszatra, rezydencja księżycowa.
Wśród znaczeń kojarzonych z tą konstelacją lub jej wpływem na osobę lub dzień występują:
- ręka, branie czegoś w posiadanie,
- miara długości,
- rękopis,
- wsparcie, pomoc.

Surja jest archetypem tej konstelacji. Żywiołem jest powietrze.